# Letizia Bonini
Letizia Bonini, nome d'arte di Maria Letizia Bertramo (Firenze, 13 maggio 1902 – Viareggio, 20 gennaio 1974), è stata un'attrice italiana.

## Biografia
Figlia d'arte (il padre era l'attore Calisto Bertramo, la madre l'attrice Ernestina Bardazzi), debuttò sui palcoscenici nel 1917 con il padre e Alda Borelli, quindi entrò a far parte del Teatro del Popolo e nel 1922 lavorò con Eleonora Duse. Poi ottenne il nome in ditta accanto a Umberto Casilini, quindi insieme a Romano Calò fondò la Compagnia degli Spettacoli Gialli.
Negli anni successivi ebbe modo di recitare con Giulio Donadio, Marcello Giorda, Memo Benassi e Corrado Racca, ottenendo un notevole successo personale nel 1939 col Cesare portato in scena da Giovacchino Forzano. 
Nel 1938 è Febe in Come vi piace di William Shakespeare per la regia di Jacques Copeau al Giardino di Boboli e nel 1939 Violante ne La strega di Anton Francesco Grazzini nella Piazza de' Peruzzi di Firenze.
Lavorò anche nel doppiaggio a partire dal 1931 presso la Paramount di Joinville-le-Pont, come voce di Sylvia Sidney.
Sul grande schermo debuttò nel 1931 con un ruolo da protagonista ne Il solitario della montagna diretto da Wladimiro De Liguoro, ma ad esso non seguì una carriera costante: apparve in altre sette pellicole, ma senza lasciare grandi tracce. 
Morì a Viareggio nel 1974.

## Filmografia
- Il solitario della montagna, regia di Wladimiro De Liguoro (1931)
- Il treno delle 21,15, regia di Amleto Palermi (1933)
- Il cardinale Lambertini (1934)
- L'avvocato difensore, regia di Gero Zambuto (1934)
- La luce del mondo, regia di Gennaro Righelli (1935)
- Il fornaretto di Venezia, regia di Duilio Coletti (1939)
- Il peccato di Rogelia Sanchez, regia di Carlo Borghesio e Roberto de Ribón (1939)
- Scandalo per bene, regia di Esodo Pratelli (1940)